# Peperomia latifolia
Peperomia latifolia är en pepparväxtart som beskrevs av Friedrich Anton Wilhelm Miquel. Peperomia latifolia ingår i släktet peperomior, och familjen pepparväxter. Inga underarter finns listade i Catalogue of Life.